# Camaleño
Camaleño település Spanyolországban, Kantábria autonóm közösségben. Camaleño Cillorigo de Liébana, Potes, Vega de Liébana, Boca de Huérgano, Posada de Valdeón és Cabrales községekkel határos. Lakosainak száma 969 fő (2024).

## Népesség
A település népessége az elmúlt években az alábbi módon változott:
| Lakosok száma | 1096 | 1127 | 1100 | 1075 | 1029 | 1001 | 970  | 936  | 966  | 969  |
|               | 2001 | 2004 | 2007 | 2009 | 2012 | 2014 | 2017 | 2019 | 2022 | 2024 |